# Wimmis

Luftbild aus 800 m von Walter Mittelholzer (1919)

Wimmis ist eine politische Gemeinde im Verwaltungskreis Frutigen-Niedersimmental des Kantons Bern in der Schweiz. Wimmis war der Hauptort des am 31. Dezember 2009 aufgelösten Amtsbezirkes Niedersimmental. Wimmis hat neben der Einwohnergemeinde eine Burgergemeinde und eine evangelisch-reformierte Kirchgemeinde. Das Wahrzeichen von Wimmis ist das Schloss Wimmis.

## Geographie
Wimmis liegt auf 629 m ü. M. im Berner Oberland in den Alpen nördlich des markanten Niesen (2362 m). Hier fliessen Simme und Kander zusammen. Die Nachbargemeinden von Norden im Uhrzeigersinn sind Spiez, Aeschi bei Spiez, Reichenbach im Kandertal, Diemtigen und Reutigen.

## Geschichte
Im Jahre 994 taucht Wimmis erstmals mit dem Namen «Windmis» in einer Urkunde von Königin Bertha auf. Doch schon seit der Römerzeit war die Region besiedelt. Damals nannte man die paar Hütten «Vindemias», was so viel wie «bei den Weinbergen» heisst. Davon ist der heutige Namen Wimmis abgeleitet. Tatsächlich wurden damals am Pintel Weinreben angepflanzt. Am damaligen Moossee gediehen sie wunderbar. An derselben Stelle befindet sich auch heute wieder ein kleiner Rebberg. Gleichzeitig begann auch die lange Geschichte des Schlosses Wimmis. An seiner heutigen Stelle bauten die Römer einen Wachturm auf. Im Mittelalter vergrösserte man das Schloss immer wieder, Königin Bertha schenkte Wimmis eine Kirche, und es entstand ein kleines Dorf mit einer Schutzmauer. Heute ist im Schloss die kantonale Verwaltung untergebracht (Waldabteilung Alpen).
Das um 1200 von den Freiherren von Strättligen als Stadt gegründete Wimmis, das im Weissenburgerkrieg eine grosse Rolle spielte und mehrfach durch Bern zerstört wurde, besass bis zum Kauf durch Bern im Jahr 1449 sein eigenes Stadtrecht.
Ab 1803 wurde in Wimmis der Amtssitz des Niedersimmentals angesiedelt. 1911 gelangte Wimmis wegen des Simmenfluhbrandes in die nationalen Schlagzeilen. Während des Zweiten Weltkriegs wurde in die Ostwand der Burgfluh das Artilleriewerk Burg gebaut.

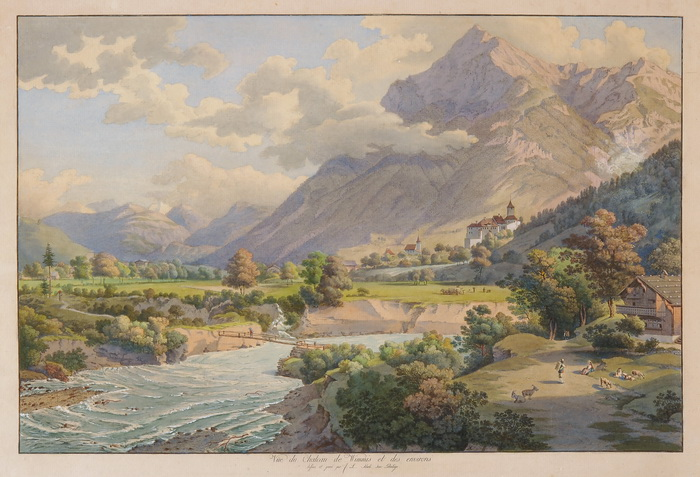
Wimmis 1783, kolorierte Umrissradierung von Johann Ludwig Aberli
Alte Dorfstrasse
Wimmis Ortsgesamtansicht 1905
Schloss Wimmis Teilaussenansicht 1905
Dorfpartie von Wimmis mit altem Bauernhaus 1909

## Politik
Der Gemeinderat (Exekutive) besteht aus 6 Mitgliedern. Seit den Gemeindewahlen 2020 gehören 4 Mitglieder der SVP an, 1 Mitglied der FDP, und 1 Mitglied ist parteilos. Gemeinderatspräsidentin ist Barbara Josi (SVP). Neben dem Gemeinderat gibt es ein Gemeindepräsidium für die Leitung der Gemeindeversammlung und diverse repräsentative Aufgaben. Gemeindepräsident ist Peter Schmid.
Bei den Nationalratswahlen 2023 betrugen die Wähleranteile in Wimmis (in Klammern die Veränderung im Vergleich zu den Wahlen 2019 in Prozentpunkten): SVP 51,36 % (+3,95), SP 10,91 % (+2,30), EDU 7,01 % (+2,43), Mitte 6,67 % (−3,14), Grüne 6,24 % (−1,24), EVP 4,99 % (−1,30), glp 4,79 % (−1,35), FDP 4,63 % (−0,21), SD 0,70 % (+0,22).

## Wirtschaft
Florierte einst die Landwirtschaft im Dorf am Niesen, so wurde es im 20. Jahrhundert immer mehr zum lebendigen, kompakten Dorf.
1917 entstand in Wimmis die Eidgenössische Pulverfabrik (heute «Nitrochemie»). In der Pulverfabrik lagerte 1955–1991 die „Nationale Uranreserve“ der Schweiz, bestehen aus 10 Tonnen Natururan. 1972 wurde die KIESTAG, Kieswerk Steinigand AG (eine Untergesellschaft des Vigier-Konzerns, welcher wiederum eine Tochtergesellschaft der Vicat-Gruppe ist) in das Handelsregister eingetragen.
Zur Reinigung des Abwassers wurde die Gemeinde an die ARA Thunersee in der Uetendorfer Allmend angeschlossen.

## Persönlichkeiten
- Ernst Friedrich Langhans (1829–1880), reformierter Theologe
- Martin Josi, langjähriger Direktor der Bern-Lötschberg-Simplon-Bahn
- Barbara Josi (* 1965), Grossrätin und Gemeinderatspräsidentin
- Sandee (* 1976), eigentlich Sandra Moser, Musikerin
- Sven Hofmann (* 2001), Dartspieler, Junioren-Schweizermeister 2018

## Sehenswürdigkeiten
- Schloss Wimmis und Kirche
- Alte Holz-Bauernhäuser
- Frühlingsknotenblumen (Märzenglöckchen), Feld in der Spisse
- Wanderung auf den Niesen
- Im Gemeindehaus besteht seit 2010 das Dorfmuseum Wimmis Historic.

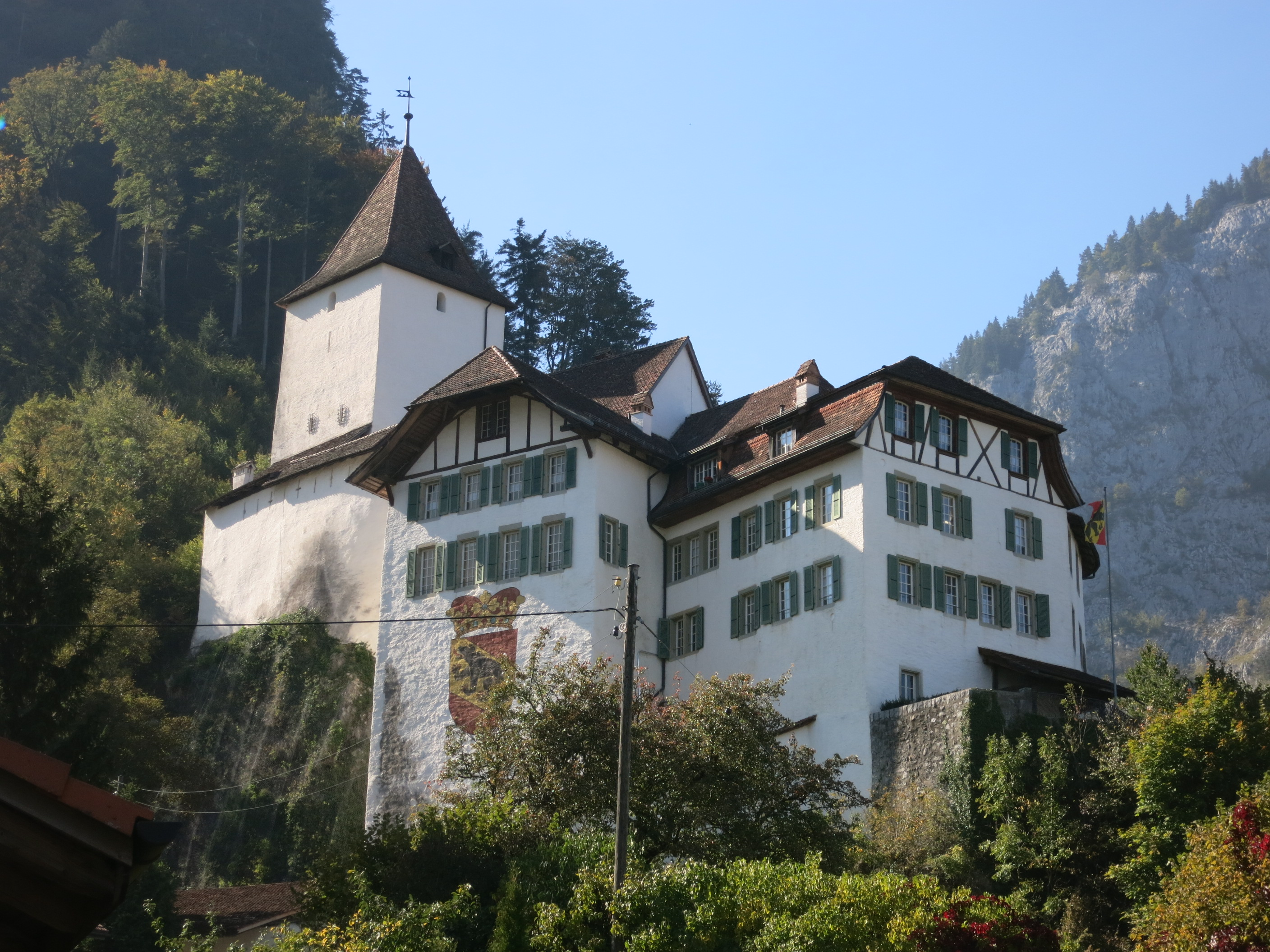
Schloss Wimmis
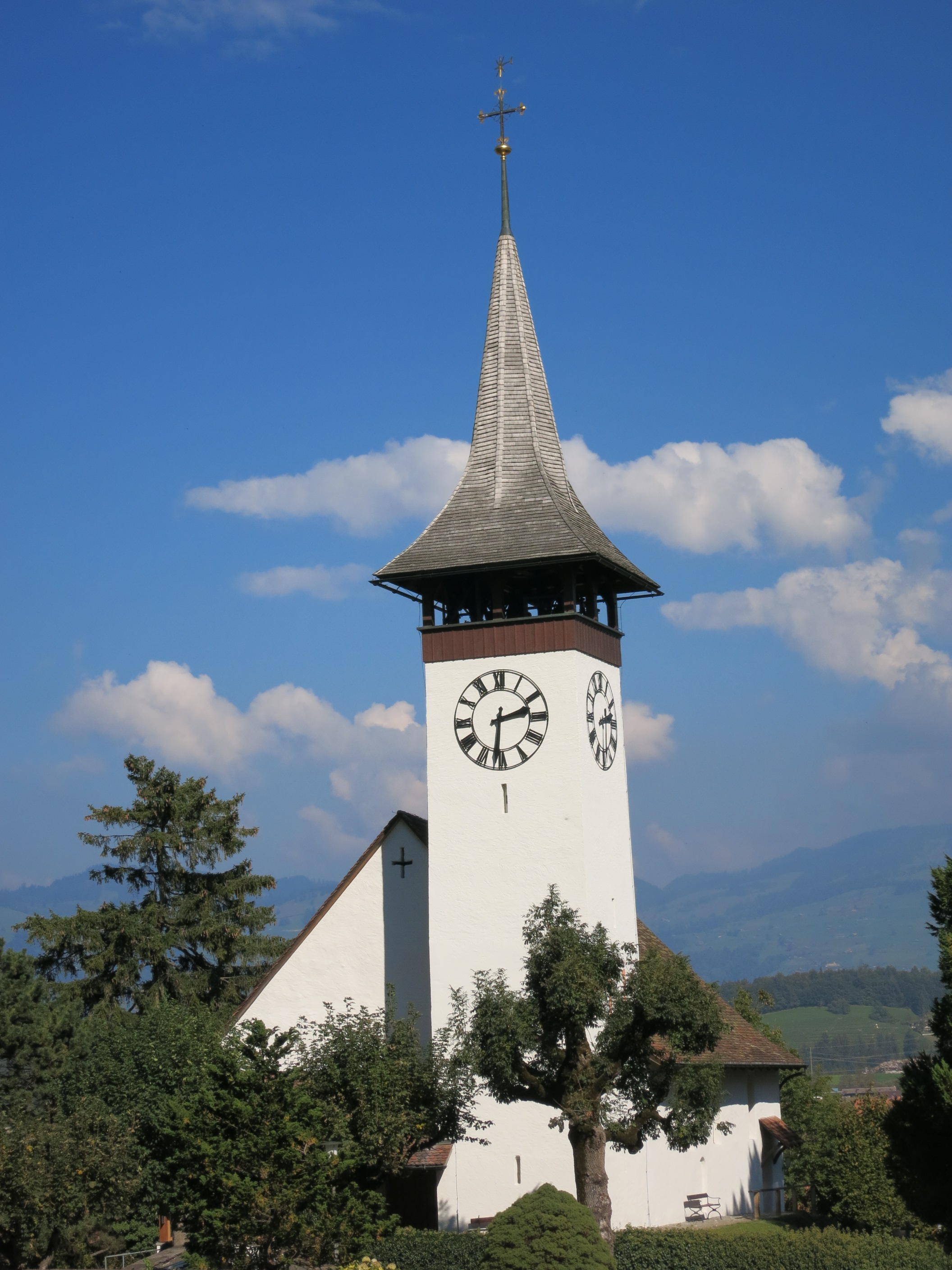
Kirche Wimmis
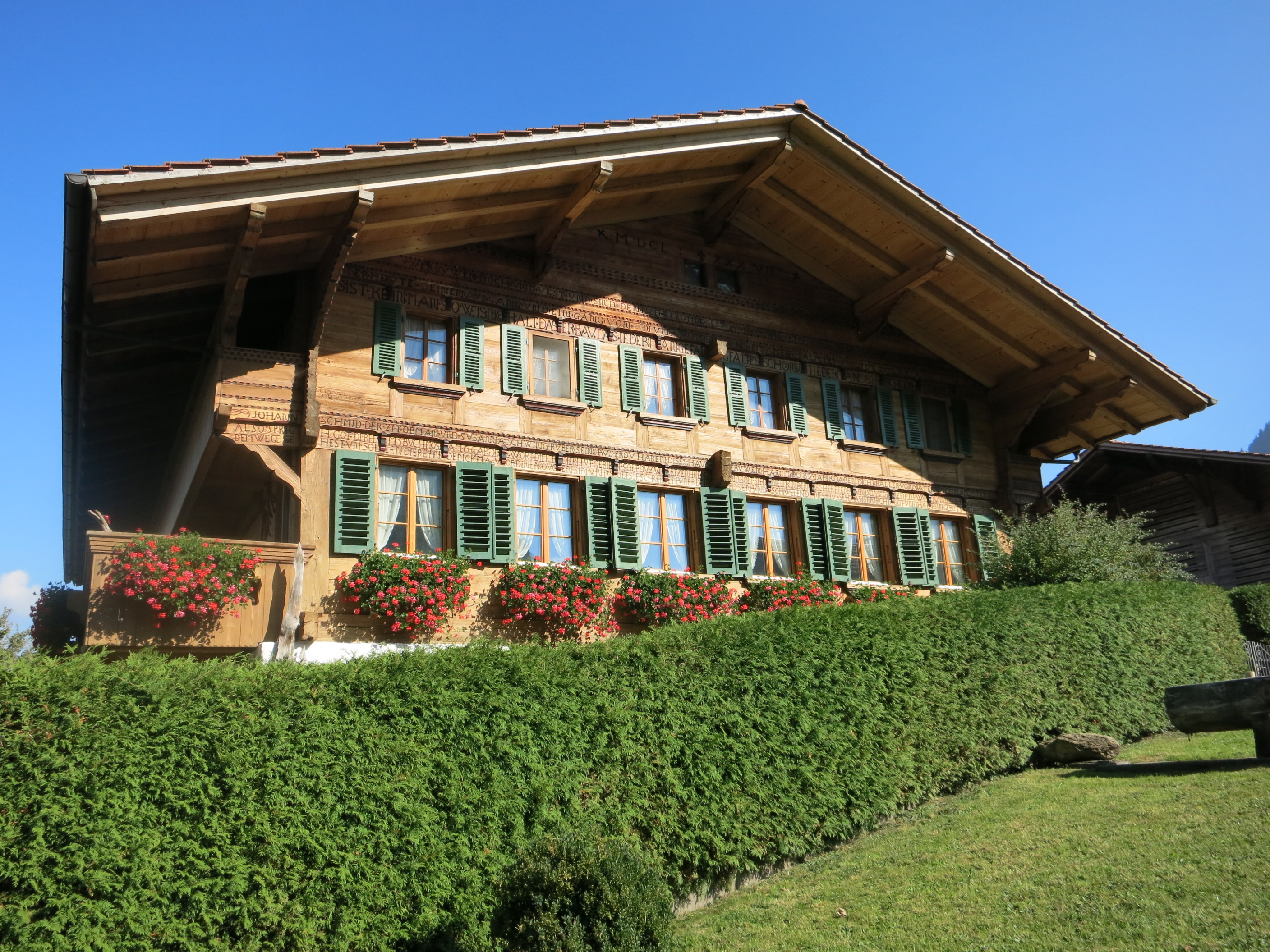
Haus von 1650
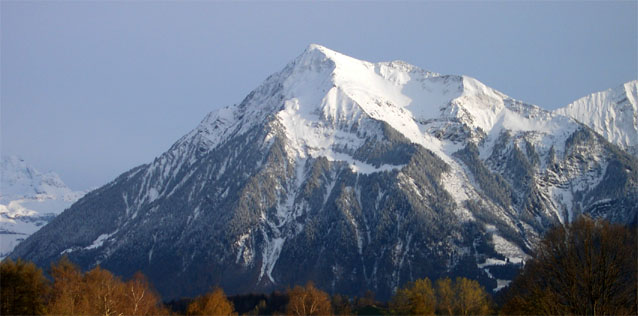
Niesen, Wimmiser Seite